# Ignaz Seipel
Ignaz Seipel (Viena, 19 de julio de 1876-2 de agosto de 1932) fue un sacerdote católico y político conservador austriaco, presidente del Partido Socialcristiano y primer ministro de la primera República de Austria durante la década de 1920 en cinco ocasiones. Se lo considera el estadista más destacado de la derecha austriaca del periodo de entreguerras.
Nacido en una familia burguesa humilde, se crio en la localidad de Meidling, cercana a Viena, donde cursó los estudios antes de ingresar en la Universidad de Viena. Realizó estudios de Teología y en 1899 se ordenó sacerdote. Después de pasar un tiempo como cura de una parroquia rural, regresó a la capital imperial para hacer el doctorado. Profesor adjunto de Teología Moral en la universidad capitalina en 1908, un año más tarde se trasladó como titular de la misma disciplina a la Universidad de Salzburgo, donde la impartió durante los ocho años siguientes.
Interesado por los problemas sociales, educativos y económicos del momento, trabó amistad con Heinrich Lammasch, destacado jurista austriaco y último primer ministro imperial, que nombró a Seipel ministro de Bienestar Social en su gabinete a finales de 1918. Aunque partidario de la monarquía, tuvo un papel clave en la aceptación de los socialcristianos del nuevo sistema republicano. Revitalizó el catolicismo político austriaco, aliando a los clericales con la gran burguesía vienesa, a menudo judía. Su posición política varió con el tiempo: de decidido partidario del imperio y la dinastía Habsburgo hasta el final de la guerra pasó en la posguerra a adoptar una actitud conciliadora con los socialistas y el modelo democrático, principalmente para evitar la implantación de una dictadura de izquierdas. Más tarde, entre 1922 y 1924, se alejó de los socialistas y mantuvo alianzas con otros grupos capitalistas y contrarios a los marxistas. Desilusionado paulatinamente con la democracia, a partir de 1927 defendió la sustitución de esta por un sistema autoritario de tintes clericales.
Figura dominante de la política austriaca de la década de 1920, fungió como canciller —presidente del Gobierno— entre el 31 de mayo de 1922 y el 3 de abril de 1929, salvo por un periodo entre 1924 y 1926. En 1922, logró poner fin a la grave inflación mediante un crédito internacional de estabilización económica, aunque a cambio de someter la política económica estatal a la supervisión de la Sociedad de Naciones. Profundamente antisocialista, encabezó una alianza gubernamental de socialcristianos y pangermanos. Considerado brillante y el más capaz de los políticos conservadores austriacos del momento, compartía con su gran rival socialista, Otto Bauer, la decidida defensa de sus propios principios. Dentro del partido, pertenecía al sector más radical y conservador, en el que se encontraban también los más capaces de sus dirigentes. Incluso cuando no presidía el Gobierno, mantenía gran influencia en el Partido Socialcristiano austriaco. Tuvo un papel destacado en que la república fuera aceptada por los socialcristianos, y también en el abandono de estos del sistema democrático. En sus últimos años, se mostró favorable a aprobar reformas constitucionales que permitiesen implantar un gobierno autoritario y colaboró estrechamente con formaciones fascistas, como la Heimwehr. Falleció en 1932, enfermo de diabetes y tuberculosis.

## Orígenes y carácter
Seipel nació en el seno de una familia humilde y conservadora, en un entorno preindustrial, el de la pequeña burguesía austriaca. Esta clase social era, en general, partidaria devota del sistema imperial. La familia paterna llevaba largo tiempo asentada en Vienaː su bisabuelo Franz —aún apellidado «Seipl»— se dedicaba a la manufactura textil y su abuelo Johann Baptist había sido funcionario de rango bajo. Su padre, Ignaz Karl, trabajó como cochero y más tarde como portero de un teatro de la capital. Por su parte, la familia materna provenía de la región dominada por la abadía de Melk, aguas arriba del Danubio. El abuelo materno Josef había sido barquero en Weitenegg, lugar de nacimiento de la madre de Seipel, Elisabeth. Seipel vino al mundo en un pobre edificio —típico de las clases menesterosas de la capital—, sito en el número 48 de la Märzstrasse del distrito 15 de Viena, el 19 de julio de 1876. Fue el único de los cuatro hijos del matrimonio que sobrevivió a la infancia. Su madre falleció de tuberculosis en 1879 y el padre volvió a casarse.

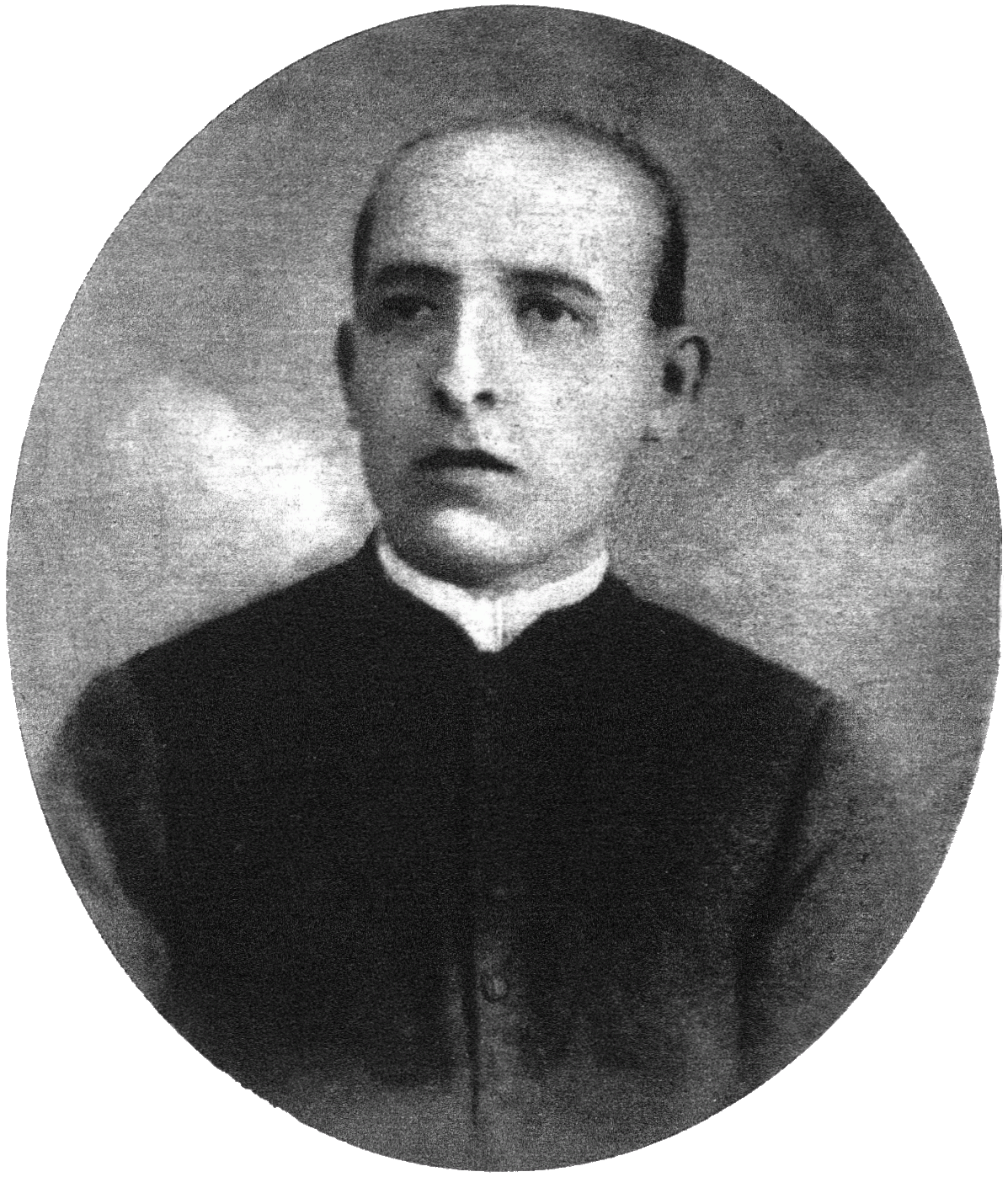
El joven Seipel, ya con su característica calvicie debida a una enfermedad de adolescencia, en 1899, año en que se ordenó sacerdote.

Creció en Viena, por entonces capital del multinacional Imperio austrohúngaro. Desde joven mostró hábitos espartanos, gran diligencia en el trabajo y un cierto ascetismo. Cursó estudios de enseñanza secundaria en el gimnasio de Unter-Meidling. Obtuvo en este notas sobresalientes y volvió a demostrar su industria, que le era propia. Su carácter solitario se vio influido por la escarlatina que contrajo a los trece años, que le privó de un año de escuela y causó su característica calvicie. Mantuvo durante toda su vida una tendencia a la soledad y al distanciamiento de los demás, que en parte fue una fuente de fuerza personal, de independencia. En una época en la que abundaba la relación entre el dinero y la política, siempre se tuvo a Seipel por político íntegro e independiente, cualidades admitidas incluso por sus adversarios. Ambicioso, huía, sin embargo, de la afectación habitual tanto entre la aristocracia austrohúngara como entre el funcionariado imperial. Tampoco compartía el refinamiento de la alta burguesía capitalina. A pesar de su origen humilde y de su distancia respecto de los privilegiados, siempre se mantuvo alejado de las masas y rechazó la demagogia populista, al contrario que otros políticos conservadores, como el alcalde vienés Karl Lueger. En sus discursos políticos, lógicos y racionales aunque a veces excesivamente sobrios, utilizaba técnicas que los asemejaban a sermones eclesiásticos. A pesar de su carácter reservado, tuvo predicamento popular.
Su ideología se basaba fundamentalmente en la religión católica. Convencido de la intervención divina en la política y en su propia actividad en este ámbito, daba gran importancia a la influencia de la moral religiosa en la política. Opuesto teóricamente al pragmatismo maquiavélico, lo practicó a menudo durante su carrera política. La estructura de la Iglesia católica y su sistema de sometimiento a la autoridad eran el modelo social y político de Seipel. Para este, el respeto a la autoridad confería a la persona diversas cualidades que consideraba fundamentales para la formación de una sociedad bien organizada: lealtad, disciplina y sacrificio. La relevancia que otorgaba a la autoridad creció durante los últimos años de su vida, cuando apareció la frustración con el modelo político de la república democrática parlamentaria. Su modelo de dirección política era también religioso: veía a los caudillos políticos como ejemplos morales para sus seguidores, dando escasa importancia a su elección. Su objetivo primordial era la defensa de la Iglesia católica, cuya influencia trató de perpetuar en Austria.

## Estudios superiores y periodo en Salzburgo
En 1895 terminó con notas excelentes la escuela secundaria. Ingresó entonces en la Universidad de Viena para ordenarse sacerdote y recibió las órdenes el 23 de julio de  1899; en sus estudios universitarios, volvió a obtener sobresalientes calificaciones.

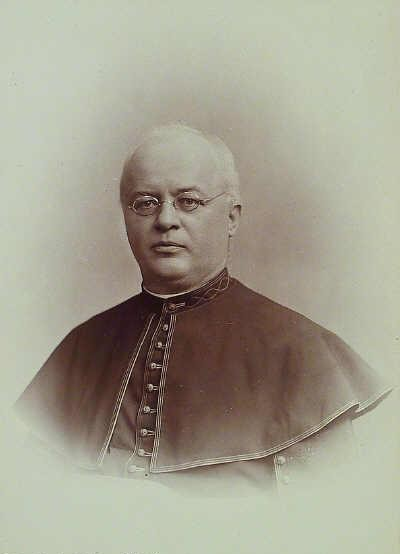
El cardenal e importante teólogo austriaco Franz Martin Schindler, que influyó notablemente en el joven Seipel durante su doctorado en la Universidad de Viena, realizado en la primera década del siglo xx.

Entre 1899 y 1903, ejerció como capellán en diversas parroquias de la Baja Austria y de la capital. En sus sermones, trató las cuestiones del momento que interesaban a la Iglesia en el cambio de siglo. De vuelta en Viena en 1902, conjugó su trabajo como párroco con la redacción de su tesis doctoral. Durante su segundo periodo en la universidad, quedó bajo la influencia del cardenal Franz Martin Schindler, importante teólogo austriaco y una de las principales personalidades del movimiento católico vienés. Schindler fundó la Leo-Gesellschaft, una sociedad católica dedicada a cuestiones religiosas y culturales cercana al Partido Socialcristiano. Seipel se convirtió en uno de sus directores en la capital en 1907. En 1903, logró finalmente el doctorado.

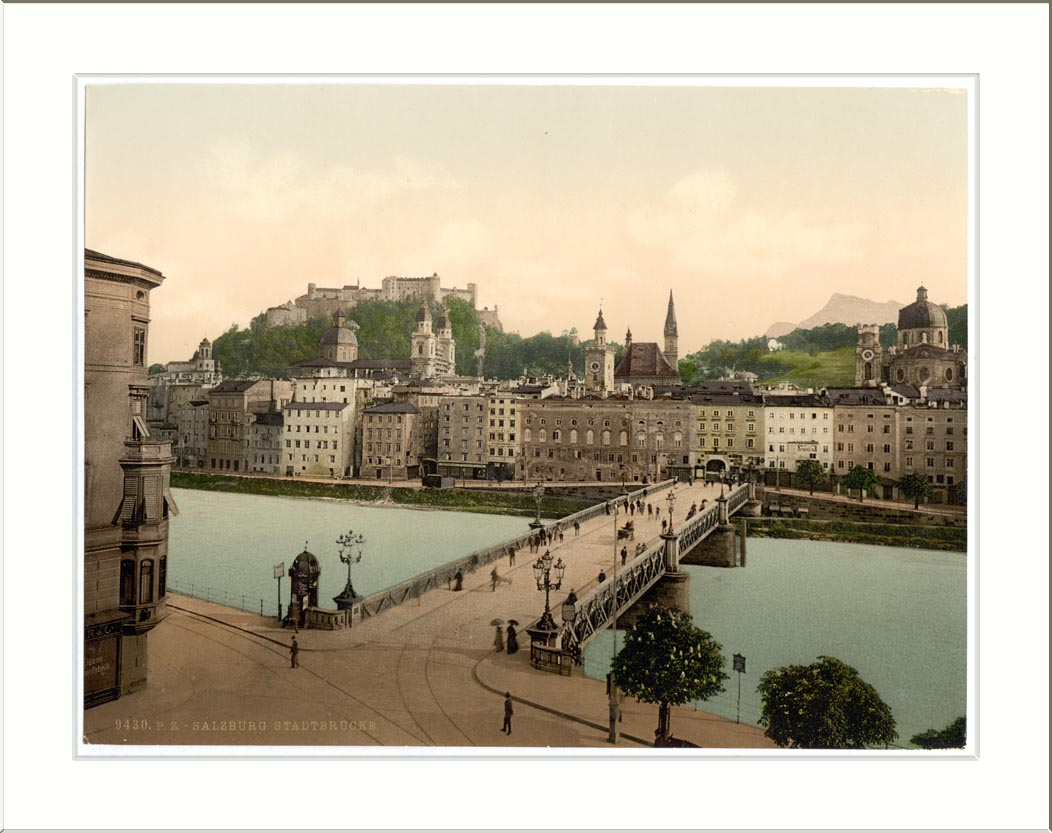
Salzburgo durante el periodo austrohúngaro. En la antigua ciudad Seipel ejerció como profesor universitario de Teología Moral y forjó amistades políticas antes de su regreso a Viena en 1917.

Estudió Teología en la Universidad de Salzburgo. En 1909, se le nombró profesor de Teología Moral en ella. Destacó pronto en los círculos intelectuales de la ciudad. En 1912 fundó una agrupación de la Leo-Gesellschaft en la ciudad, donde se forjó fama de moderado y conciliador por sus intentos de acuerdo entre los socialcristianos y los liberales. Durante sus años en Salzburgo, colaboró con dos publicaciones locales, la Katholische Kirchenzeitung, de la que era uno de los editores desde 1910, y la Über den Wassen —desde 1913—. En sus artículos se mostró contrario a los «integristas» católicos, a los que consideraba fanáticos; Seipel era un moderado, opuesto a todo adoctrinamiento riguroso.
En Salzburgo se integró en un círculo de personalidades de ideología similar a la suya que, con el estallido de la Primera Guerra Mundial, prestó cada vez más atención a las cuestiones políticas y se mostró crítico con la política imperial. Favorables a la monarquía, criticaban, sin embargo, sus medidas en vez de convertirse en meros aduladores. Pacifistas, estas figuras defendían el modelo de convivencia imperial austriaco entre nacionalidades, envuelto en el catolicismo, en palmario contraste con otros autores que enaltecían el nacionalismo alemán, su cultura y su espíritu marcial.
Oficialmente, Seipel sirvió como capellán militar en el hospital de la reserva en Salzburgo y atendía a los soldados heridos en el de la Cruz Roja. Aunque justificó la guerra, condenó el excesivo nacionalismo —tanto el de las minorías, que amenazaba la cohesión del imperio, como el alemán—, que creía contrario a la religión; en el ambiente belicista de 1914, Seipel era un crítico moderado de la contienda. Se mostró favorable al mantenimiento de la comunidad de naciones en Europa y contrario a atizar el nacionalismo y mantuvo contactos con grupos pacifistas. En 1916 plasmó su ideario político en Nation und Staat, en el que trató de proponer soluciones para el problema de la organización del imperio y de los nacionalismos; el libro debía servir como ideario para una reforma del Estado. En la obra, se mostró contrario al Ausgleich de 1867, que creía que fomentaba el nacionalismo de las comunidades discriminadas por el acuerdo germano-magiar. Frente al modelo de Estado nación, que consideraba inviable en Centroeuropa, fuente de opresión de las minorías, de odio entre ellas y de arrinconamiento de la religión, proponía el «modelo alemán», que distinguía entre nación y Estado y permitía que en este conviviesen varias de aquellas, como sucedía en el Imperio austrohúngaro.

## Retorno a Viena, efímero ministro y disgregación del imperio

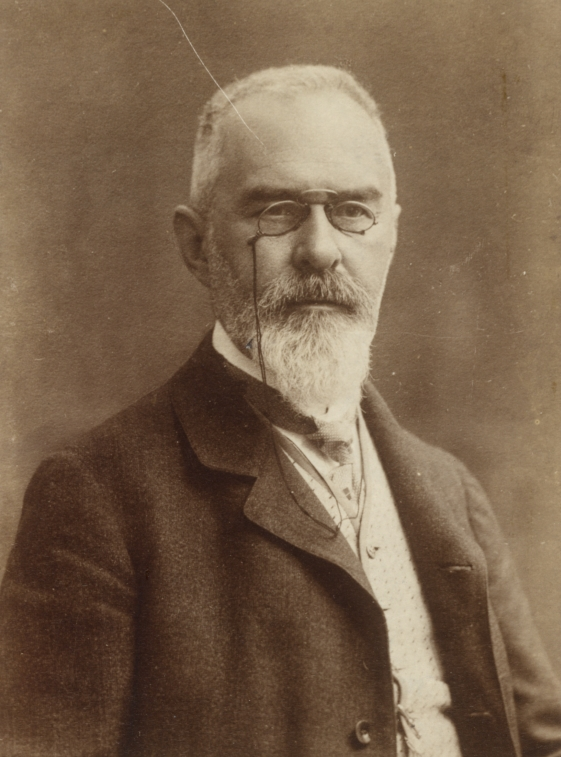
Heinrich Lammasch, ilustre jurista austriaco que presidió el último Gobierno imperial, en el que Seipel fungió como ministro.

Durante el otoño de 1917, abandonó Salzburgo y se instaló nuevamente en Viena. Sucedió a su maestro Schindler en la cátedra de Teología Moral de la universidad capitalina. Contento de acercarse al centro de los acontecimientos políticos, se convirtió pronto en una figura destacada de los círculos católicos. Su interés se centraba tanto en la reforma del Estado como en la cuestión de la paz. Cada vez más cercano al Partido Socialcristiano, participó como delegado de este en una conferencia sobre reforma constitucional que se celebró en febrero de 1918. A pesar de su acercamiento al partido, se le siguió considerando alguien ajeno a él, más un sacerdote advenedizo que un miembro de la organización. La parálisis de la formación, la más asociada al sistema imperial, creció con la crisis bélica, para disgusto de Seipel.
Participó en numerosos reuniones y debates acerca de la paz y en contra del militarismo y, a finales de enero de 1918, en una reunión de la Unión Internacional Católica para coordinar las acciones para poner fin al conflicto, junto a Heinrich Lammasch. A pesar de su creciente actividad política, no abandonó sus costumbres eclesiásticas: íntegro y frugal, siguió residiendo en un convento de la capital y celebrando misa regularmente.
A finales de octubre de 1918, con la guerra perdida, ingresó en el nuevo Consejo de Ministros presidido por Lammasch, que mantuvo a la mayoría de los ministros del Gobierno anterior. Seipel obtuvo la cartera de Bienestar Social en un gabinete dominado por su camarilla de Salzburgo. Tuvo un papel destacado en las últimas acciones del Gobierno imperial y se negó a que este dimitiese, argumentando que no había otro con reconocimiento internacional que pudiese participar en las negociaciones de paz y defender los intereses de la Austria alemana. Los intentos de salvar el imperio mediante una precipitada federalización fracasaron. Participó de forma decisiva en la renuncia del emperador —redactada en términos vagos, que excluían la abdicación explícita— a continuar participando en los asuntos de Estado, acto que se cree que facilitó la aceptación del sistema republicano por el partido. Como recompensa por sus servicios durante la crisis final del imperio, los ministros recibieron diversos cargos y condecoraciones; a Seipel se le nombró miembro del Consejo Privado. Aunque no utilizó el título de consejero imperial, sí mantuvo la pensión anual, que supuso un ingreso vitalicio que siguió recibiendo durante el periodo republicano.

La nueva república austriaca surgida del desmembramiento del Imperio austrohúngaro. Conjunto de restos del imperio con los principales territorios de cultura alemana, carecía de nacionalismo cohesionador. Seipel, canciller durante gran parte de la primera década de existencia de la república, trató de integrarla en una estructura política mayor, sin éxito.

Gracias a su intervención, el Partido Socialcristiano aceptó la república —proclamada el 12 de noviembre— y evitó la escisión, a pesar de la existencia de algunos críticos, que hubiesen preferido que la formación hubiese defendido la monarquía. Según Seipel, esto hubiese conducido no solo a la fractura del partido, sino también a la guerra civil. Personalmente, era monárquico y partidario de los Habsburgo, pero opinaba que, en aquel momento, el sistema de gobierno que más convenía al país era la república, pues causaba menos divisiones entre la población y facilitaría la reconstrucción. Explicó su concepto de sistema democrático y lo defendió en una serie de artículos publicados a finales de 1918, si bien declaró al tiempo su preferencia por la monarquía frente a la república. Su influencia fue clave en los círculos católicos para que estos aceptasen la república y el nuevo sistema democrático.
A pesar de las reticencias de la antigua dirección del partido, que trataba de impedir que Seipel se convirtiese en su dirigente, obtuvo el permiso cardenalicio para participar en las elecciones a la asamblea constituyente que debían celebrarse el 16 de febrero de 1919. La fuerza de Seipel como dirigente del partido no consistía en su atracción del electorado, sino en su brillantez intelectual y gran capacidad de análisis político.
La campaña se centró principalmente en la forma del Estado y en la unión de Austria con la nueva república de Weimar alemana. Seipel mantuvo una actitud cauta y ambigua sobre la conveniencia de que Austria se uniese a la nueva república; se mostró tibiamente contrario, tanto por el poder de los socialistas en la nueva república alemana como por la vaguedad de las condiciones en las que podría producirse y sus consecuencias para Austria. Fue en esta época, durante la campaña, cuando inició sus contactos frecuentes con Gottwald Kunwald, brillante banquero judío y masón que servía como asesor financiero del partido, que mantuvo hasta su muerte; Kunwald tuvo una notable influencia en él, tanto en asuntos financieros —en los que el sacerdote carecía de conocimientos— como en los nombramientos gubernamentales.

## Posguerra: coalición con los socialistas, tratado de paz y Constitución

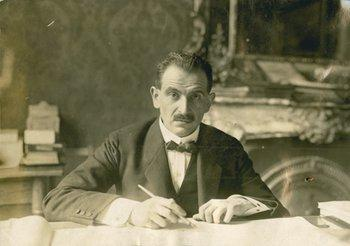
Otto Bauer, principal dirigente socialista austriaco y el más importante rival de Seipel a lo largo de la década de 1920. La cooperación inicial entre ambos a comienzos de esta dio paso más tarde a un intenso antagonismo.

Tras las elecciones de febrero de 1919, en las que fue elegido diputado por una circunscripción de la capital, apoyó la coalición de gobierno entre su partido y el de los socialistas con el fin de que estos abandonasen todo intento de implantar —bien presionados por sus afiliados o por el ejemplo de las vecinas Baviera y Hungría— una república soviética en lugar del sistema parlamentario. Las votaciones no habían otorgado a ninguno de los grandes partidos la mayoría absoluta y ni socialcristianos ni socialdemócratas deseaban pactar con los pangermanos, por lo que el 15 de marzo Karl Renner tomó posesión al frente de un Consejo de Ministros de coalición entre los dos partidos mayores, a pesar de sus grandes diferencias programáticas y la actitud equívoca de ambos. Seipel, por su parte, pronto destacó en la actividad parlamentaria y obtuvo una plaza en el comité encargado de redactar la Constitución. Sus dotes personales pronto le aseguraron el control en el partido; como principal dirigente, aseguró la revitalización de las secciones urbanas, que evitaron que se convirtiese en una formación política limitada al campesinado.
Una vez ratificado el Tratado de Saint-Germain-en-Laye, Renner presentó su dimisión, pero tanto Seipel como Otto Bauer —representante de los socialdemócratas— decidieron que convenía mantener la alianza de gobierno al menos hasta la aprobación de la nueva Constitución. Para Seipel, la coalición servía tanto como protección contra la extrema izquierda como para evitar una posible guerra civil como la que se cernía sobre Alemania tras el golpe de Kapp de marzo de 1920. Esta vez, y a diferencia del anterior acuerdo surgido de las elecciones de principios de 1919, Seipel y Bauer firmaron un pacto formal de gobierno. La coalición se deshizo por desacuerdos en un asunto menor en junio de 1920, pero el convencimiento de los dirigentes de los dos partidos de la importancia de sacar adelante la redacción de la Constitución les hizo cooperar y realizar concesiones mutuas. De especial importancia fueron la actitud conciliadora de Bauer —que presidía el subcomité parlamentario encargado de la redacción— y de Seipel —encargado de presentarla ante las Cortes—. Seipel presentó el borrador acordado en el subcomité a la Cámara a finales de septiembre de 1920. Una vez más, había demostrado su pragmatismo, a pesar de las críticas incluso en su propio partido. Su disposición a realizar concesiones, empero, no incluía aquellas áreas que consideraba cuestiones esenciales para la Iglesia, como la legislación sobre la educación y el matrimonio. Ante la falta de acuerdo con los demás partidos en estos asuntos, se decidió mantener la legislación de 1867 relativa a estos aspectos. Decidido defensor de la Constitución pactada, se volvió también uno de sus más destacados críticos, en especial por la influencia que la redacción otorgaba a los partidos políticos, verdaderos centros de poder de un sistema que se estructuraba en torno a un Parlamento formado por diputados elegidos en listas cerradas, fijadas por las formaciones políticas. Abogó con ardor por la estructura federal del nuevo Estado, para limitar la influencia de la gran capital, dominada por los socialistas, en las provincias. Por el mismo motivo, se opuso a la creación una provincia separada para Viena, confiando en que, incluida en la Baja Austria, podría quedar gobernada por los socialcristianos.
Criticó con acierto la limitación de la política exterior socialdemócrata a la consecución de la unión con Alemania, que probablemente perjudicó al país en el tratado de paz impuesto por las potencias vencedoras. Más tarde, ya al frente del Gobierno, Seipel demostró ser un habilidosísimo diplomático. Para Seipel, la conveniencia de la liga con los socialistas menguó cuando se desvaneció la amenaza del comunismo y su mantenimiento se tornó cada vez más complicado por la polarización de los dos partidos. La alianza gubernamental terminó en junio de 1920, a causa del desacuerdo fundamental sobre la estructura del Ejército.

## Primeras relaciones con los grupos paramilitares
En marzo de ese mismo año, había participado en las conversaciones que conservadores austriacos mantuvieron con el Gobierno húngaro para tratar el derrocamiento del Gobierno de Renner, en las que Seipel indicó la conveniencia de mantener una organización paramilitar para afrontar lo que consideraba peligro socialista, papel que asumió la Heimwehr. A cambio de la devolución del Burgenland a Hungría, el Gobierno magiar se avino a financiar generosamente la Heimwehr vienesa, como había solicitado Seipel. Este participó además en las reuniones organizadas por los bávaros de la Orgesch para extender la Heimwehr a la región capitalina. El 26 de febrero de 1921, junto con el antiguo ministro de Asuntos Exteriores del imperio Ottokar von Czernin, volvió a rogar la colaboración húngara para mantener una gran fuerza paramilitar antisocialista. Descolló además en la organización austriaca que se encargó de distribuir los fondos que el Gobierno magiar entregó a las asociaciones derechistas austriacas para que acabasen con el sistema democrático e implantasen una dictadura.
Después del empeoramiento de la situación de la Heimwehr en 1921 tanto por la pérdida de las donaciones húngaras debida a la entrega del Burgenland a Austria y como por la de la importante cooperación bávara que había permitido una inestable unidad entre las distintas formaciones paramilitares, Seipel trató de reunificarlas y convertirlas en un grupo que respaldase militarmente la acción de su nuevo Gobierno, que había tomado posesión en mayo de 1922. El nuevo canciller trató de que las varias organizaciones aceptasen un programa y una dirección comunes, proyecto que obtuvo el beneplácito de Richard Steidle y Waldemar Pabst. Logró en efecto una efímera unificación que sometió a la Heimwehr al control de los tres principales partidos políticos burgueses. A cambio de su apoyo al plan, Steidle se convertiría en uno de los representantes socialcristianos en la junta directiva de la organización nacional. Seipel le pidió un presupuesto para llevar a cabo la operación de unificar las formaciones regionales; el proyecto contó además con el decidido apoyo financiero de la asociación nacional de empresarios. La unificación acabó fracasando por las perennes rencillas internas de la Heimwehr: el reparto de los fondos recibidos, la actitud ante la unión con Alemania y la supuesta debilidad de Seipel en su trato con los socialistas dividieron a los integrantes de la organización nacional. En enero de 1923, Steidle trató de intimidar a Seipel, exigiéndole que entregase el dominio de la política nacional a la Heimwehr, pero este reaccionó cortando la financiación de los industriales. Pronto cundió la desunión entre las distintas fracciones del movimiento. Seipel siguió manteniendo cierto control de las unidades de Viena y de la Baja Austria, gracias a su capacidad para regular su financiación. No abandonó además su interés por los grupos paramilitares: en sus conversaciones con los Aliados en Ginebra sobre el rescate financiero del país también obtuvo la promesa oficiosa de que las potencias no se opondrían al crecimiento de las unidades de derecha.

## Crisis de los plebiscitos, problema delAnschlussy gobiernos de Mayr y Schober

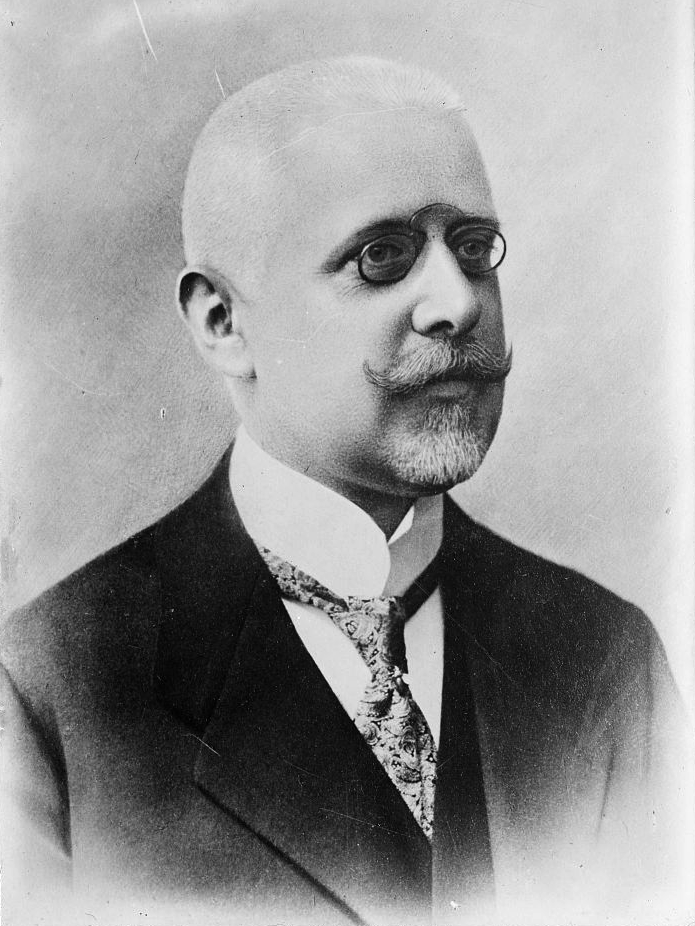
Johann Schober —jefe de la policía vienesa—, el escogido por Seipel para suceder a Mayr al frente del Consejo de Ministros. La pérdida del apoyo de los pangermanos causó su dimisión y la formación del primer Gobierno presidido por Seipel.

La dimisión del Gobierno de Michael Mayr el 1 de junio de 1921 por la convocatoria de un plebiscito sobre la unión con Alemania en la provincia de Estiria dejó de manifiesto las diferencias en el partido entre su sección vienesa y las de las provincias. Habían sido estas las que habían logrado la caída del gabinete, que pertenecía a la misma formación política. Ante esta situación, Seipel decidió regresar de Alemania e imponer una reorganización del partido, que comenzó por la convocatoria de un congreso extraordinario el 7 del mismo mes. Obtenida la presidencia de la formación en el congreso, Seipel se dedicó a formar un nuevo Consejo de Ministros de coalición con los pangermanos. Lo logró, forjando una alianza entre estos, su propio partido, y los diputados del Partido Agrario, que respaldaron al nuevo Gobierno, compuesto de nuevo principalmente por funcionarios, con Johann Schober —jefe de la policía de la capital— como presidente. Los pangermanos se habían negado a respaldar un Gobierno presidido por un socialcristiano y Seipel había preferido no postularse para el cargo, sino mantener el control del partido en la sombra. Tras varias semanas de negociaciones, se formó el nuevo gabinete, con un único representante de los socialcristianos y otro de los pangermanos entre todos los ministros. Entre los puntos que permitieron el acuerdo se hallaba el que ponía fin a los plebiscitos provinciales, que habían llevado a la caída del anterior gabinete. La nueva alianza de partidos se comprometió a poner en marcha un programa de estabilización económica, con la ayuda de la Sociedad de Naciones.
Cuando este nuevo Gobierno entró en crisis por la pérdida del apoyo de los pangermanos, que lo acusaban de haberse aliado con la Triple Entente, Seipel trató en vano de recuperar el concierto con estos. En febrero de 1922, comenzó a negociar una nueva alianza de los dos partidos, que fructificó a finales de mayo, cuando los pangermanos expresaron su disposición a formar un nuevo Gobierno con un programa pactado a cambio de la marcha de Schober y los socialcristianos aceptaron estas condiciones, dejando al canciller sin apoyos para continuar gobernando. El 24 de mayo de 1922 y de acuerdo a la exigencia de los socialistas, que reclamaban que Seipel tomase las riendas del Gobierno —consideraban a Schober un mero títere—, el primer ministro dimitió y dio paso al primer gabinete presidido por el sacerdote. El 31 de mayo, recuperado el apoyo de los pangermanos que veían inviable en aquellos momentos la unión con Alemania como solución de la grave crisis austriaca por la delicada situación del propio Reich, Seipel tomó posesión de la Presidencia del Gobierno al frente de una nueva coalición —con tres ministros pangermanos—. El débil Gobierno de Schober, acosado cada vez más por la amplia oposición parlamentaria, daba paso a otro con mayoría en las Cortes y que debía tratar de atajar la grave crisis económica, a la que aquel no había podido poner fin.

## Primer gobierno: crisis económica y plan de estabilización de la Sociedad de Naciones

### Fracaso de las primeras medidas
Este tuvo que enfrentarse a una grave crisis: la depreciación de la divisa había causado una intensa inflación que afectaba al nivel de vida de la clase trabajadora y de parte de la clase media. Durante las primeras semanas de su gobierno, la devaluación de la moneda se aceleró notablemente. A pesar de su desconocimiento de los asuntos económicos, planteó desde el principio de su mandato lo prioritario de estos. El 21 de junio presentó a las Cortes el plan financiero (finanzplan) que tenía por objetivo obtener financiación interna y que recibió el apoyo de todos los partidos. Al mismo tiempo, buscó apoyo financiero extranjero, acción que los socialistas criticaron con dureza a pesar de haberla defendido anteriormente. Los socialistas preferían recabar la ayuda de Alemania, mientras que el Gobierno de Seipel buscaba la de las potencias vencedoras de la guerra mundial. En julio se aprobó un enorme préstamo forzoso de cuatrocientos millardos de coronas, pero la inflación anuló su utilidad. Los planes de Seipel fracasaron en agosto, cuando unos bancos controlados por Francia y el Reino Unido se negaron a cooperar con el Gobierno si este no obtenía garantías de las potencias —desbaratando así el finanzplan— y la conferencia de Londres decidió no conceder los créditos que había solicitado y entregar el estudio de las peticiones austriacas a la Sociedad de Naciones. Seipel necesitaba la cooperación de los principales bancos privados para implantar la principal medida de su plan de estabilización: la creación de un banco emisor independiente el Gobierno, al que los bancos privados debían aportar fondos. Los bancos extranjeros a los que se solicitaba el deseado préstamo de estabilización ya no exigían solo como garantía ciertas propiedades estatales hasta hacía poco controladas por la comisión de compensaciones de guerra, sino que, dada la gravedad de la situación, reclamaban también que las potencias avalasen sus créditos a Austria: el Ejecutivo austriaco tuvo entonces que asumir que debía solicitar la intervención de la Sociedad de Naciones. La situación del país se tornó desesperada.

### Gira internacional de Seipel y rescate de la Sociedad de Naciones
Seipel decidió realizar una gira diplomática por Checoslovaquia, Alemania e Italia antes de acudir ante la Sociedad, con el fin de llamar la atención internacional. El 20 de agosto, partió a Praga, donde inquirió la actitud checoslovaca sobre la petición austriaca de ayuda a la Sociedad y, en caso de que esta fracasase, sobre la unión del país con otros vecinos, probablemente Alemania. El 22 de agosto, se hallaba en Berlín, visita que aumentó la inquietud italiana; Italia rechazaba la unión del país vecino con cualquier otro. La visita más importante fue la realizada a Italia, donde se estudió la posibilidad de una unión aduanera y monetaria entre los dos países. Seipel rechazaba, a pesar de las declaraciones oficiales durante la gira, estrechar lazos con Checoslovaquia o Alemania, pero no descartaba el establecimiento de una unión económica con Italia. El viaje del canciller había conseguido despertar el interés de las potencias por Austria y preocupar a los distintos rivales centroeuropeos, que temían que el pequeño país se uniese a sus adversarios. Convencido de poder contar por fin con verdadero apoyo financiero internacional, rechazó el ofrecimiento de los socialistas de entrar en el Gobierno a cambio de que aceptase su plan de estabilización de octubre de 1921; la negativa de Seipel marcó el fin de la influencia socialista en la gestión gubernamental, que había perdurado desde la proclamación de la república. Finalmente, acudió a Ginebra y el 6 de septiembre realizó ante la Sociedad de Naciones su llamamiento de ayuda, en un brillante discurso que fue bien recibido por las numerosas delegaciones presentes.
Por si fallaba su petición a la Sociedad, mantuvo los contactos con los checoslovacos e italianos; en especial, no descartó la posibilidad de una unión política con estos últimos. De vuelta en Viena a mediados de septiembre, tuvo que enfrentarse a la dura oposición de los socialistas, que rechazaban el plan. El 4 de octubre, la Sociedad de Naciones aprobó el plan de ayuda a Austria, contenido en tres protocolos, conocidos como los «protocolos de Ginebra». Estos contenían la obligación de que Austria mantuviese la independencia política y económica, a cambio de la concesión de un préstamo de seiscientos cincuenta millones de coronas controlado por un comisario nombrado por la Sociedad y por una junta cuatripartita —de las cuatro naciones que garantizaban el préstamo: Gran Bretaña, Francia, Italia y Checoslovaquia— que podía vetar nuevos créditos; se incluían asimismo el compromiso austriaco de equilibrar el presupuesto estatal en dos años y la promesa de aprobar una ley que durante ese mismo periodo permitiese al Gobierno aplicar cualquier medida para cumplir el plan de ayuda sin necesidad de aprobación parlamentaria. El aval austriaco eran los ingresos del monopolio estatal del tabaco y los ingresos por aranceles.
A pesar de la furibunda oposición de los socialistas al plan de la Sociedad de Naciones en las Cortes —los pangermanos aceptaron el abandono de la unión con Alemania exigido por la Sociedad de Naciones—, finalmente le otorgaron su beneplácito —necesario ya que la ley de plenos poderes para el Gobierno, parte del plan, requería dos tercios de los votos parlamentarios para poderse aprobar— y, tácitamente, lo aceptaron. A cambio, Seipel se comprometió a formar una comisión parlamentaria —la junta gubernamental extraordinaria—, con representantes de todos los partidos parlamentarios en proporción a su número de escaños en la Cámara —lo que le aseguraba gozar de mayoría en el nuevo organismo al igual que la tenía en el Parlamento—. Los socialistas tuvieron que admitir su derrota, asumir la falta de un programa alternativo y aceptar la victoria de Seipel, que logró disipar los riesgos de hundimiento económico, invasión y disgregación del país. Las maniobras diplomáticas del canciller que condujeron a la estabilidad financiera supusieron el momento de mayor brillantez de su carrera política.

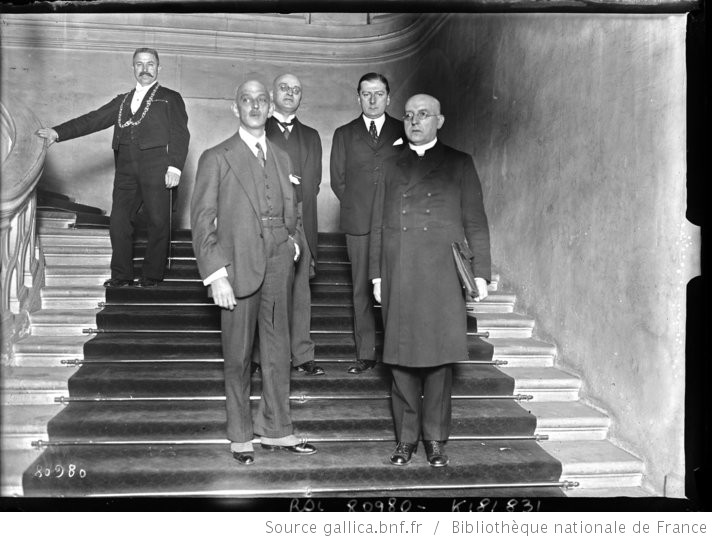
Seipel, el hábil diplomático: de visita en París en 1923 para asistir a una reunión de la Sociedad de Naciones.

La ayuda de la Sociedad de Naciones logró estabilizar rápidamente las finanzas austriacas —el 18 de noviembre cesó la gran inflación— aunque, para los críticos de Seipel, suponía abandonar todo plan de unión con Alemania —una de las condiciones era el mantenimiento de la independencia del país al menos durante los veinte años que duraba el crédito— y convertía al país en una colonia del capital europeo occidental. El 14 de noviembre se creó un nuevo banco emisor de moneda privado y pocos días más tarde se dejó de imprimir moneda para uso estatal, lo que llevó a un rápido aumento de los depósitos privados en los bancos. La divisa se estabilizó y el Gobierno logró equilibrar el presupuesto —tanto mediante el aumento de los ingresos como gracias al recorte de gastos— en noviembre de 1923, medio año antes de lo previsto. A comienzos de 1924, se decidió solicitar solo parte del crédito concedido, por la mejora de la situación financiera estatal. A este éxito de Seipel se unieron, empero, importantes consecuencias negativas: la estabilización de la moneda trajo una subida de los precios, que afectó duramente a la clase trabajadora y a la clase media empobrecida; la reducción del gasto estatal produjo un importante aumento del desempleo —de treinta y ocho mil personas en septiembre de 1922 a ciento sesenta y un mil en enero de 1923—; y el nuevo sistema de tributación afectó de manera especial a los más pobres, situación que el Gobierno no alivió. Las finanzas nacionales se estabilizaron y la producción industrial acabó por aumentar paulatinamente hasta 1929, pero esto no logró solucionar el problema de la falta de trabajo: desde finales de 1924, el número de parados no bajó de cien mil. La austeridad impuesta por la Sociedad de Naciones originó tanto la estabilidad financiera como el estancamiento económico.

### Descontento social, victoria política y reformas
El descontento social de los perjudicados por las medidas económicas, no obstante, no benefició sustancialmente a la oposición socialista ni impidió que Seipel obtuviese una nueva victoria electoral en las elecciones de octubre de 1923. El porcentaje de sufragios de los socialcristianos aumentó del 42 % al 45 %, aunque los socialistas también crecieron, del 36 % al 40 %: los dos rivales confiaban en atraer nuevos apoyos para lograr sus objetivos políticos. Los socialistas deseaban alcanzar la mayoría parlamentaria para hacerse con el Gobierno; los conservadores, los dos tercios de los escaños para poder cambiar la Constitución y la legislación social que incluía. A pesar de no contar con mayoría absoluta y de un notable debilitamiento de sus socios de gobierno, consiguió revalidar la mayoría mediante la coalición con los pangermanos. Las clases medias empobrecidas se inclinaron por respaldar a Seipel y no a los socialistas, al tiempo que se sentían tentadas por el antisemitismo y el nacionalismo como compensación por su pérdida de influencia social, pero, por el momento, Seipel controlaba a los radicales de derecha gracias al dominio de su financiación —proveniente de los industriales austriacos—, aunque permitía su crecimiento como fuente de apoyo a su Gobierno.
Otra importante reforma realizada durante el primer Gobierno de Seipel fue la del Ejército: el ministro de Defensa, Carl Vaugoin, llevó a cabo una purga de sus elementos más favorables a los socialistas. Las fuerzas armadas pasaron de estar dominadas por los socialistas a estarlo por sus rivales socialcristianos. Estos reaccionaron fundando la Liga de Defensa Republicana, una organización paramilitar, el 12 de abril de 1923, pues consideraban que la reforma favorecía a las fuerzas reaccionarias. Desde el verano de 1922, el canciller se convirtió en el protector de la Heimwehr, que por entonces se hallaba en crisis después de haber perdido el apoyo del Gobierno húngaro —por la disputa por el Burgenland— y por la disolución en Baviera en junio de 1921 de la organización equivalente que había facilitado la unión de las diversas unidades que la componían. Seipel deseaba utilizar la formación como fuerza paramilitar gubernamental. Menos dócil de lo esperado, la Heimwehr se opuso a algunas de las medidas del canciller, que le retiró temporalmente su apoyo, privándola de ayuda financiera, lo que motivó que se sumiera en una larga crisis que duró de 1923 a 1927.
Derrotados en las elecciones nacionales, los socialistas adoptaron la tradicional práctica austriaca de estorbar las sesiones parlamentarias, dificultándolas, estratagema que los socialcristianos asumieron también en el Gobierno municipal de la capital, bastión de la oposición socialista. Esta obtuvo notables réditos políticos de la torpeza de Seipel al proclamar que debía ponerse fin al control de los alquileres, que beneficiaba no solo a la clase obrera, sino a las secciones más empobrecidas de la clase media. El acoso de la oposición a Seipel culminó en el intento de asesinato el 1 de junio de 1924 a manos de un obrero psicópata que, hundido en la miseria, acusaba al canciller de su situación. Seipel, herido de gravedad por el tiro de su atacante, lo protegió de la multitud que se abalanzó sobre este para lincharlo. Tardó cuatro meses en recuperarse de las heridas.

## Política exterior:Anschluss, confederación danubiana y ambigüedad
Durante este y su segundo mandato como canciller, mantuvo una política exterior ambigua e independiente de las agrupaciones de las grandes potencias para conseguir el máximo de autonomía para el pequeño país. Considerado un hábil diplomático, causaba, no obstante, cierto desconcierto entre los políticos extranjeros por la ambigüedad de sus declaraciones. Su objetivo para Europa central fue la constitución de una nueva organización que resolviese los problemas económicos y nacionalistas que la aquejaban y destacó como defensor de las minorías, cuyos problemas no resolvieron las instituciones creadas tras la guerra mundial. En cierta forma, esperaba resucitar el Imperio austrohúngaro, cuya existencia había defendido como necesaria hasta su desmembramiento a finales de 1918, aunque como unión o federación centroeuropea. La unión con Alemania quedaba como una opción secundaria, que debía estar disponible en caso de que no fructificase el orden centroeuropeo en el que Seipel esperaba que los austriacos desempeñasen un papel eminente. Descartaba, en todo caso, que Austria permaneciese indefinidamente como un pequeño Estado independiente: bien debía formar parte de una estructura mayor centroeuropea, o bien debía finalmente integrarse en Alemania. Sus equívocas declaraciones acerca del Anschluss, sin embargo, hicieron creer a los mandatarios alemanes —erróneamente—, que lo rechazaba. Con Italia mantuvo relaciones tensas, debido a la disputa por el Tirol meridional. El conflicto por este territorio, con unos doscientos mil habitantes de cultura alemana pero clave en las defensas italianas, frustró todo plan de acercamiento entre las dos naciones. Los intentos de Seipel de moderar las exigencias de los nacionalistas alemanes de la región para calmar la tensión resultaron infructuosos; esto y las medidas de italianización del Gobierno romano perpetuaron la tirantez entre los dos países.

## Dimisión y giras internacionales
Continuó como canciller un año más a pesar de que había esperado mejores resultados en las elecciones de 1923. Dimitió de su cargo de canciller el 7 de noviembre de 1924 . Su Gobierno, que representaba a las tendencias centralistas del partido, dio paso a otro con mayor influencia de las agrupaciones provinciales. El comienzo de una huelga de ferroviarios que exigían mejoras salariales y su incapacidad para convencer a los representantes provinciales del partido de que aceptasen recortes en los gastos de las administraciones de los länder precipitaron una votación del partido en la que se decidió que abandonase la Presidencia del Gobierno. Los desacuerdos tanto con los socialdemócratas vieneses como con los representantes de las provincias determinaron que se volviese cada vez más centralista, y apoyase las reformas constitucionales de 1925, que reforzaron el poder del Gobierno federal.
Se retiró formalmente de las tareas gubernamentales, pero no redujo el ritmo de trabajo. Emprendió una amplia gira de conferencias sobre la situación del país y su visión de la europea, que conjugó con la actividad parlamentaria y la del partido. En febrero, abril y mayo de 1925, viajó a los Países Bajos; en junio acudió a una conferencia en Constanza; en junio y agosto, marchó a Suiza; en junio y julio, a Checoslovaquia; en agosto partió a París; en septiembre, a Bolonia y en octubre, a Roma; en febrero de 1926, realizó una visita a Berlín; en marzo se hallaba en Estocolmo, en junio en París y, justo a continuación, marchó a los Estados Unidos, donde permaneció hasta julio.
Además de sus conferencias y su actividad parlamentaria, mantuvo un contacto permanente con el nuevo y débil Gobierno de Rudolf Ramek, que le consultaba constantemente y al que había escogido para el puesto. El nuevo gabinete tuvo que enfrentarse a una situación económica delicada, tanto por la quiebra de varios bancos —debida a la especulación—, como por el surgimiento de diversos escándalos financieros, que implicaron a miembros del Gobierno —aunque también de la oposición—. Estos escándalos mermaron el apoyo popular al Ejecutivo. Seipel, que había abogado por una gran reforma moral desde su dimisión como presidente del Gobierno, trató de quitar importancia a los escándalos en los que se veían envueltos sus correligionarios.

## Segundo Gobierno: polarización política y abandono del sistema democrático
La crisis final del gabinete de Ramek, incapaz de poner fin al estancamiento económico, le llevó a volver a tomar las riendas del Gobierno el 26 de octubre de 1926.
A finales de noviembre de 1926 y bajo la dirección de Seipel, el partido presentó su programa electoral, poco después de haberlo hecho los socialistas. El programa era en general impreciso sobre cuestiones sociales y económicas y sobre el Anchsluss; dos de los puntos en los que era más claro eran su oposición al «predominio de la influencia disgregadora judía» —Seipel admitió el carácter antisemita del partido, asociando a la comunidad con el comunismo y el socialismo radical— y a la dictadura de clase. Seipel dejó claro la hostilidad del catolicismo austriaco a los judíos, por lo que consideraba su influencia secularizante y la agitación anticlerical de los movimientos políticos modernos —como el socialismo y el comunismo—, con los que los identificaba. Personalmente, evitaba las declaraciones antisemitas y se mostraba ambiguo, tanto en sus valoraciones como en sus expresiones en público. En ocasiones utilizó su influencia para moderar las expresiones antisemitas de la Iglesia austriaca o del partido y con el tiempo sus críticas a los judíos —en especial a los capitalistas— se templaron, señal de la estrecha asociación entre el partido y los capitalistas austriacos. En respuesta a lo que consideraba una amenaza clara de dictadura socialista plasmada en el nuevo programa del partido rival recién aprobado, comenzó a abogar decididamente por un sistema —que denominaba «verdadera democracia»— en el que primasen el orden, la autoridad, la eficacia gubernamental y que le fue inclinando hacia la dictadura. Progresivamente, Seipel había adoptado una posición crítica con el sistema democrático, que consideraba excesivamente politizado —prefería que algunas decisiones quedasen en manos de expertos y no de los políticos—, dependiente de los partidos, falto de consenso —reflejo de las divisiones sociales austriacas— y demasiado concentrado en el interés de las formaciones políticas en detrimento de lo que consideraba interés general. Como otros dirigentes del partido, Seipel exigía reformas constitucionales que reforzasen los poderes del Ejecutivo —controlado por los socialcristianos desde 1920— y permitiesen la elección directa del presidente de la república.
La radicalización de los programas políticos reflejaba la polarización social, que en ocasiones acabó en choques entre los rivales políticos. Uno de los más graves tuvo lugar el 30 de enero de 1927 en Schattendorf cuando, en un choque entre miembros de la Schutzbund socialista y de la Frontkämpfer derechista, estos asesinaron a un veterano de guerra socialista y a un muchacho de siete años hijo de un obrero. La reacción de Seipel fue tibia e indiferente.

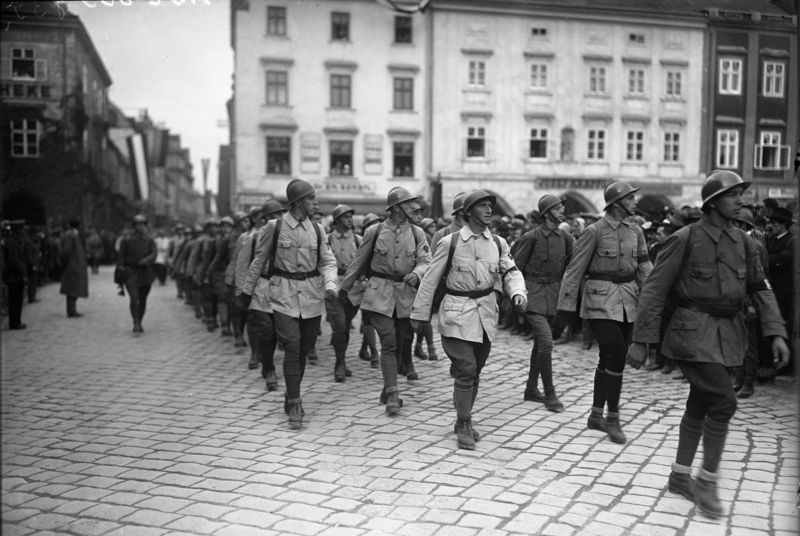
Desfile de la formación paramilitar socialista, la Liga de Defensa Republicana. Los choques entre esta y sus equivalentes de derecha se sucedieron durante los últimos meses de gobierno de Seipel.

Las nuevas elecciones de abril hicieron que la polarización se intensificase. Seipel se enfrascó en la campaña en favor de su «lista de unidad», que agrupaba no solo a socialcristianos y a pangermanos, sino a formaciones menores en una alianza claramente burguesa, procapitalista y antisocialista, como admitía el propio canciller. Gracias a la intercesión de los pangermanos, logró incluir en la coalición a los nacionalsocialistas austriacos. El resultado de las votaciones, sin embargo, supusieron un revés para Seipel: en vez de la ansiada mayoría absoluta creció el respaldo a la oposición socialista. Tuvo que recabar el apoyo de la Landbund —formación nacionalista y anticlerical que hasta entonces había permanecido en la oposición— para continuar gobernando, creando al tiempo una coalición de todos los grupos burgueses.
Durante la revuelta de julio de 1927, mantuvo la serenidad que le era característica en momentos de crisis: se negó a realizar concesión alguna a los trabajadores, como solicitaban los dirigentes socialistas para calmar la situación, y a dimitir. Convencido de que era inoportuno ceder durante la crisis y seguro de controlar las fuerzas de seguridad y las agrupaciones paramilitares en las provincias, logró aplastar la revuelta, que resultó una grave derrota para los socialdemócratas. Sin embargo, se negó a aplastar completamente a los socialistas, como solicitaron los caudillos de la Heimwehr y utilizó únicamente métodos constitucionales para poner fin a la crisis. La dureza de la represión y su actitud inmisericorde para con los cabecillas de la revuelta, no obstante, reforzaron la oposición de los socialistas al canciller, al que estos culpaban de lo que consideraban aplastamiento brutal de la manifestación.
Tanto fuera como dentro de Austria, algunos políticos aconsejaron la formación de una nueva gran coalición entre socialistas y socialcristianos para poner fin a la crisis. Desde el extranjero, tanto Edvard Beneš como el canciller alemán Wilhelm Marx abogaron por ella y, en el país, Karl Renner se mostró también favorable. Seipel, en uno de los discursos más duros de su carrera, rechazó tal posibilidad. La Heimwehr, muy fortalecida por el fracaso de la revuelta de julio y con renovado apoyo financiero de los bancos, los industriales y los terratenientes, amenazó con tomar medidas en caso de que los socialistas ingresasen en el Gobierno. La organización pudo contar con el respaldo del canciller. Para entonces la formación había perdido gran parte del apoyo campesino del que había gozado originalmente y se había convertido en representante de las clases medias bajas cada vez más cercanas al fascismo italiano y al nacionalsocialismo alemán. Por su parte, los socialistas, tanto moderados como radicales, decidieron reforzar la actitud obstruccionista al Gobierno, si bien por razones opuestas: los segundos rechazaban cualquier cooperación con los socialcristianos, mientras que los primeros deseaban la renuncia de Seipel para luego formar una nueva alianza de gobierno con sus rivales, una vez estos eligiesen un dirigente más moderado.
Los socialistas adoptaban las técnicas de obstrucción parlamentaria, que antes habían empleado las nacionalidades en las Cortes austriacas del periodo imperial, para frustrar los intentos de los conservadores de desbaratar sus medidas sociales, como el control de los alquileres, la autonomía de Viena, la jornada de ocho horas, los juicios con jurado o la preeminencia del Parlamento en el sistema político. Los conservadores consiguieron eliminar su influencia en el Ejército y la Policía, pero no imponer todas las reformas que deseaban, lo que acabó por desvanecer la fe de Seipel en el sistema político adoptado tras la guerra. Desde mediados de la década, Seipel comenzó a sopesar cómo deshacerse del poder del Parlamento y de lo que consideraba excesivo poder de los partidos políticos. Se mostró cada vez más favorable a sustituir la democracia por el Estado corporativo que, según él, reflejaba mejor el ideal de una sociedad que cooperaba entre sus partes, que para él no eran los partidos ni los individuos, sino las agrupaciones o estamentos como la Iglesia, el Ejército, el mundo de los negocios, el obrero o el académico. Aunque el modelo pseudofascista que propugnaba no llegó a implantarse en vida de Seipel, sí lo fue parte de él: el reforzamiento de la figura del presidente de la república, que debía limitar el poder de las Cortes.
El otoño y el invierno de 1927 y la primavera de 1928 fueron muy tensos en Austria, con continuas marchas y manifestaciones de la Heimwehr y los socialistas que a menudo concluían con choques. En octubre de 1928 la tensión creció cuando la Heimwehr anunció una marcha por Wiener Neustadt, localidad con amplia mayoría socialista, en un gesto de desafío al que estos respondieron convocaron una contramanifestación. La formación planeaba, con la aquiescencia italiana y húngara, utilizar la marcha y los previsibles choques con los socialistas para tomar el poder. Seipel decidió tolerar la manifestación de la Heimwehr para evitar la ruptura de relaciones con esta. Aseguró además a la formación que podía contar con la cooperación de la policía y del ejército en caso de lucha con los socialistas. El 7 de octubre, sin embargo y a pesar de los temores de que las grandes marchas pudiesen desencadenar una guerra civil, acabó sin incidentes, tanto por el hábil empleo de las fuerzas de seguridad por el canciller como por la disciplina de los socialistas, que evitaron todo altercado. Cada vez más descontento con la situación que consideraba caótica y temiendo siempre a los socialistas, se fue acercando cada vez más a los fascistas y mostrando una actitud más y más crítica con el sistema democrático. En sus declaraciones, afirmó que la Heimwehr era un movimiento popular dedicado a liberar a la democracia de la tiranía de los partidos; según Seipel, no era una organización militarista, sino simplemente disciplinada que buscaba lo que llamó «verdadera democracia». Desilusionado con la realidad austriaca, comenzó a igualar su ideal social con el fascismo de la Heimwehr, a criticar cada vez con mayor dureza el sistema político que había colaborado en formar y a reclamar «disciplina paramilitar». El respaldo de Seipel a la formación le otorgó una pátina de respetabilidad. Permitió además que sobreviviese a la posguerra, cuando había surgido como una serie de bandas armadas provinciales creadas contra las incursiones de los países vecinos y de las requisiciones gubernamentales. El canciller se convirtió en intercesor de la organización ante industriales y financieros, de los que obtuvo dinero para ella. La crisis de julio de 1927 había llevado a que miles de personas abandonasen la Iglesia como reacción a lo que consideraban culpabilidad de Seipel en la dura represión; este trató entonces de recabar el apoyo de los principales industriales para enfrentarse a los socialistas, a los que consideraba una amenaza. La Iglesia católica en general también adoptó una actitud favorable a la Heimwehr, dado que no se trataba de un movimiento anticlerical y servía para limitar la influencia política socialista. Los socialistas propusieron un desarme de las formaciones paramilitares en octubre, después de las manifestaciones del día 7, pero las condiciones políticas que puso Seipel, sin relación directa con el proceso de desarme en sí, frustraron las negociaciones. Para Seipel, la Heimwehr era un contrapeso de la Liga de Defensa Republicana socialista. Para el canciller, la Heimwehr podría servir para favorecer un cambio en la política nacional que redujese el poder de los socialistas, desbaratase cualquier huelga o posible golpe de Estado socialista y les arrebatase del dominio de las calles. Debido a esta convicción, saboteó todo intento de desarme y respaldó claramente la posición de la formación paramilitar de derecha. Con la venia del canciller, la Heimwehr continuó la agitación y las marchas durante el invierno de 1928-1929; aquel también participó de manera crucial en el agrupamiento de distintas unidades paramilitares de la capital y su ingreso formal en la Heimwehr presidida por Steidle.
En septiembre de 1928, acudió a la novena asamblea de la Sociedad de Naciones, en la que se le nombró, con gran sorpresa suya, vicepresidente de la organización. En su discurso de aceptación, resaltó el problema de las minorías en Europa, y la incapacidad que había mostrado la Sociedad para resolverlo.
Aprovechando el final del mandato del presidente de la república, Michael Hainisch, propuso en vano que se cambiase la elección del puesto —para que se hiciese por votación popular directa— y se aumentasen sus poderes. Los socialistas, que temían que la intención de Seipel fuese hacerse con el cargo, rechazaron la modificación constitucional. El 6 de diciembre, se eligió al nuevo presidente de la república, Wilhelm Miklas, que tuvo un destacado papel más tarde, durante el mandato del canciller Engelbert Dollfuss. Seipel había logrado sustituir al erudito Hainisch, apreciado por todos los partidos por el intachable desempeño de sus funciones, por un correligionario.
A finales de 1928, la liga gubernamental se hallaba en crisis: la Landbund temía que los socialcristianos se hiciesen con el control total de la Heimwehr, los pangermanos estaban disgustados por el trato de Seipel a los funcionarios, parte importante de su electorado, y los dos partidos estaban insatisfechos por la falta de interés del canciller en la unión con Alemania, que ambos defendían.
En abril de 1929, dimitió nuevamente, por sorpresa. El motivo fue complejo, y no se debió a una crisis, sino a una acumulación de razones. Cansado hasta cierto punto de la actividad política, agotado, con sucesivos reveses en política internacional y ciertas divisiones en el partido, renunció el 3 de abril.

## Canciller en la sombra

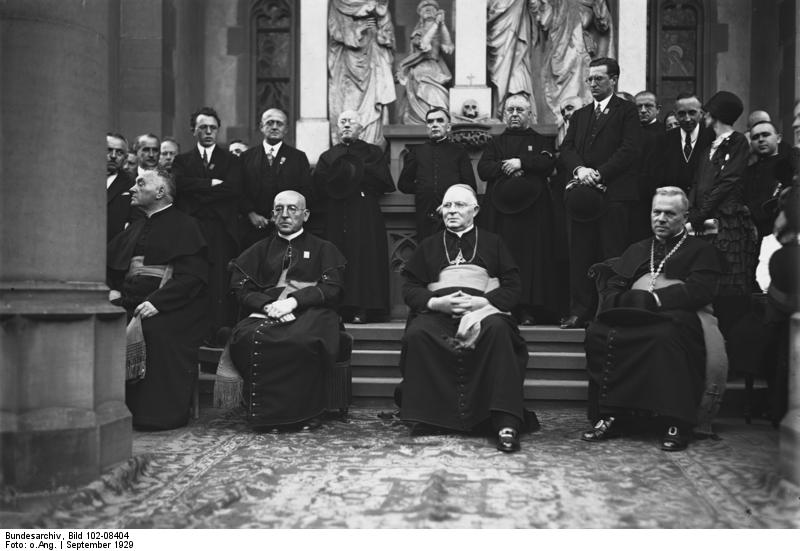
Seipel en la celebración del setecientos cincuenta aniversario de la muerte de Hildegarda de Bingen, en septiembre de 1929, ya fuera del Gobierno, del que había dimitido en abril.

Asumió la Presidencia del Gobierno Ernst Streeruwitz, antiguo oficial del Estado Mayor imperial con estrechas relaciones tanto con la industria como con la Heimwehr, más conciliador que Seipel, sin experiencia política y totalmente dependiente de este. Su elección no resultó fácil, tanto por las presiones de la Heimwehr y del propio Seipel —que no deseaba a alguien conciliador con la oposición socialista—, como por las exigencias de los socios de gobierno, los pangermanos y la Landbund. Gozó, no obstante, de la tolerancia de los socialdemócratas, que decidieron abandonar su anterior obstrucción de las sesiones parlamentarias para tratar de evitar la toma del poder por la Heimwehr y la abolición del sistema parlamentario que esto hubiese acarreado. Seipel partió de viaje para descansar —tenía mala salud—, pero no abandonó en realidad la actividad política. Durante una serie de conferencias realizadas en Alemania, criticó con dureza la democracia austriaca y el control político de los partidos, favoreció la imagen de la Heimwehr y abogó por la aprobación de reformas autoritarias. Su ausencia del Gobierno, empero, facilitó la concordia en las Cortes, uno de los objetivos que se había fijado al renunciar a la Presidencia. El conciliador Streeruwitz logró algunas concesiones de los socialistas que Seipel había deseado obtener, y que su alejamiento del Gobierno propició. De vuelta en Austria, retomó su carrera académica, aparcada durante once años, con una serie de conferencias. No dejó de agitar contra el Gobierno, descontento porque el canciller no hubiese logrado reformar la Constitución y darle un cariz más autoritario.
En una famosa entrevista al enviado del Daily Telegraph, confirmó que la Heimwehr contaba con sus propios arsenales y que, en el caso de la sección vienesa, estos los guardaba la policía misma de la ciudad. No solo estaba al tanto de la situación de la organización —de la que se declaró «su jefe»—, sino también de la confabulación que esta tramaba con Mussolini y el Gobierno húngaro para implantar un Gobierno derechista en Austria. A finales de septiembre de 1929, se entrevistó con el ministro de Asuntos Exteriores húngaro, con el que trató sobre la inminente crisis gubernamental que debía conducir a la toma del poder —a ser posible de forma legal— por la Heimwehr, quizá con los derechistas socialcristianos Rintelen o Vaugoin como presidentes del nuevo gabinete que debía formarse. Seipel deseaba aplastar definitivamente a los socialdemócratas gracias a la Heimwehr y, a la vez, moderarla. Su reunión con los jefes de la organización el 20 de septiembre y su negativa a respaldar al primer ministro precipitaron la renuncia de este. Le sucedió en el cargo Schober.

## Rivalidad con Schober y cercanía a la Heimwehr

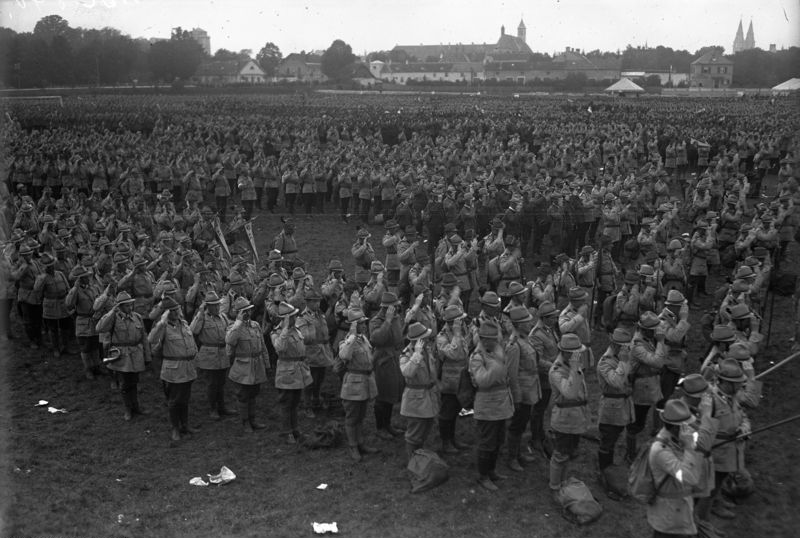
Concentración de miembros de la Heimwehr, organización contraria al sistema democrático y favorable a su sustitución por otro autoritario a la que Seipel favoreció especialmente durante sus últimos años de actividad política.

En una serie de artículos publicados anónimamente, criticó acerbamente las reformas constitucionales propuestas por Schober, intentando socavar sus esfuerzos de normalización de la situación política. Aprovechó para ello los recelos de la Heimwehr, que sospechaba que el canciller estaba cediendo antes los socialistas, a pesar de que fue duro en las negociaciones con la oposición. Durante los días previos a las votaciones que acabaron por aprobar las reformas en las Cortes, Seipel trató con la dirección de la Heimwehr, evitando que esta diese un golpe de Estado que consideraba precipitado, aunque se oponía a las reformas pactadas. Su actividad política, no obstante, se redujo en el otoño y el invierno de 1929, debido a la enfermedad que lo aquejaba.
En 1930, trató en vano de obtener el apoyo del partido para realizar una nueva reforma legal que debía implantar un sistema corporativista. A pesar del prestigio logrado por Schober tras la aprobación de la reforma constitucional en diciembre del año anterior, Seipel continuó tratando de debilitar su posición y de polarizar la situación política en perjuicio de los socialistas ya a principios de 1930. Parte de su propio partido y otras formaciones, hartas de la tensión política constante, repudiaron sus planes para enconar la política nacional. En abril, abandonó la presidencia del partido, alegando su mala salud, aunque también influyó la creciente oposición interna que afrontaba en el seno de la formación. Continuó con sus críticas al primer ministro, que minaron el sistema democrático austriaco. Seipel trató de debilitar la coalición que sostenía a Schober. Finalmente, logró la caída del gabinete en septiembre de 1930. Regresó precipitadamente a la capital austriaca —se hallaba en aquellos momentos de viaje por Escandinavia—, para participar en la formación de un nuevo Gobierno en minoría, presidido por Carl Vaugoin y con apoyo de la Heimwehr. Fue el propio Seipel el que insistió a Vaugoin para que entablase una alianza gubernamental con la Heimwehr —que carecía todavía de representación en las Cortes— y forzó a los titubeantes Starhemberg y Pfrimer a aceptar la invitación empleando la presión de otros dirigentes de la formación.
Seipel asumió la cartera de Asuntos Exteriores en el efímero Consejo de Ministros, cuya misión era principalmente preparar las inminentes elecciones, convocadas para el 9 de noviembre. Mientras, con Starhemberg como ministro del Interior y otro miembro de la Heimwehr al frente del Ministerio de Justicia, el Gobierno se dedicó a acosar a la oposición socialista, perdonar al expulsado Waldemar Pabst, eliminar el consejo parlamentario dedicado a asuntos militares y nombrar como director efectivo de los ferrocarriles al controvertido Strafella, cuya candidatura para el puesto había precipitado la caída de Schober. Las fuerzas burguesas se presentaron en dos coaliciones a las elecciones: la acaudillada por Schober (el Bloque Económico Nacional, conocido como Schoberblock) reunía a los pangermanos, la Landbund y a sectores moderados de los socialcristianos; la dominada por Seipel agrupaba al resto de los socialcristianos y a las fuerzas de la Heimwehr de la capital y de la Baja Austria.

## Ministro y ocaso político
A pesar de la crisis política y económica, confió en que el resultado de las elecciones condujese a una estabilización política, con una coalición de fuerzas burguesas —incluidos sus protegidos de la Heimwehr, que insistieron en presentarse por separado— con los escaños necesarios para aprobar cambios constitucionales —para lo que se necesitaban dos tercios de los votos en la Cámara Baja—. Al mismo tiempo, sopesaba la alternativa del golpe de Estado. El resultado de las votaciones fue un fracaso para Seipel: los socialistas se alzaron con la victoria y el resto de partidos quedó lejos del objetivo de escaños. Los socialcristianos perdieron un 7 % de votos respecto de las anteriores elecciones. Derrotado en las urnas, trató de formar un Gobierno autoritario mediante la alianza de los tres partidos de la oposición, que debía sustituir a la democracia presidencialista surgida de las reformas constitucionales de 1929. El plan, sin embargo, no fructificó: no solo el Schoberblock se negó a pactar con el Heimatblock, sino que parte del propio Partido Socialcristiano se opuso abiertamente a él, entre ellos el propio presidente federal Wilhelm Miklas. Agotado físicamente y derrotado políticamente, en noviembre abandonó el Consejo de Ministros cuando, tras largas negociaciones, el gabinete Vaugoin finalmente dimitió. Aunque enfermo, acudió el 2 de diciembre a la apertura de sesiones de las nuevas Cortes surgidas de las elecciones: fue su última aparición pública como gran figura de la política austriaca. En un gesto simbólico de su evolución política, fue quien recibió, con gran cordialidad, a los diputados de la Heimwehr —vestidos de uniforme—. Cada vez más aislado en su propio partido, en el que muchos dudaban de la conveniencia de la palmaria cercanía de Seipel a la Heimwehr, quedó excluido, como esta, del nuevo Consejo de Ministros, presidido por Otto Ender, socialcristiano de Vorarlberg. Partió a los Dolomitas a descansar durante un mes dos días después de la formación del nuevo gabinete.
Aunque consciente de los graves riesgos que podía comportar el fracaso del plan de unión aduanera con Alemania, lo respaldó con decisión. Una vez decidido el Gobierno en favor del plan, opinaba que debía defenderse con vehemencia, y criticó lo que consideraba vacilación gubernamental, tanto austriaca como alemana. Fracasada la unión y dimitido el Gobierno, el presidente Miklas le encargó la formación de uno nuevo, tarea en la que fracasó, sin que en realidad esto le supusiese problema alguno, ya que no deseaba en ese momento presidirlo. Tras cesar Ender ante la imposibilidad de obtener poderes especiales, Seipel ofreció una alianza a los socialistas, que la rechazaron para no tener que implantar las medidas de austeridad que estaban convencidos aplicaría el nuevo Gobierno. Sin apoyo del partido para implantar un gabinete dictatorial, Seipel desistió de intentar formar un nuevo Gobierno. Finalmente, solo la amenaza del presidente de nombrar un gabinete de tecnócratas forzó a los partidos de la antigua coalición a pactar una nueva alianza y formar una vez más Gobierno, con Karl Buresch, gobernador de la Baja Austria, como presidente. El nuevo Consejo de Ministros resultó, empero, débil. Seipel conservaba una gran influencia política, aunque no formase parte del Consejo de Ministros.
El objetivo de Seipel era la Presidencia de la República, que debía renovarse en octubre de 1931. Los socialistas y el Schoberblock mostraron dudas sobre la conveniencia económica y política de elegir al presidente por votación popular —el procedimiento era caro y temían la popularidad de Seipel—, pero Seipel insistió en que debía llevarse a cabo. En la reunión del partido del 9 de septiembre en la que se decidió quién sería el candidato de la formación al cargo de presidente de la república, sufrió una derrota doble: primero logró convencer a los delegados de la conveniencia de que el puesto se eligiese por votación popular directa y no en las Cortes, pero a continuación, tras perder la votación sobre la candidatura frente a Miklas por treinta votos a veinte, el partido optó por aprobar la votación a presidente según la Constitución de 1920 —por elección conjunta de las dos Cámaras parlamentarias—. En el rechazo a la candidatura de Seipel tuvo un papel especial el entonces ministro de Agricultura, Engelbert Dollfuss, que influyó en los delegados de la Alta y Baja Austria. A corto plazo, la candidatura de Miklas, más conciliador, supuso un freno al autoritarismo propugnado por Seipel —Miklas resultó escogido frente a Karl Renner por ciento tres votos a noventa y tres— pero, posteriormente y como este había avisado, la votación presidencial en las Cortes debilitó el cargo, que no pudo oponerse a la deriva autoritaria de Dollfuss.
El que no fuese elegido como aspirante a la Presidencia fue el último de una serie de fracasos políticos que se fueron acumulando a comienzos de la década: primero, los socialistas habían rechazado una nueva coalición cuando Miklas le encargó la formación de un nuevo Gobierno al dimitir el gabinete Ender-Schober por el fracaso de la unión aduanera austro-germana, luego los pangermanos habían rechazado mantener la tradicional coalición gubernamental y por fin el partido lo había rechazado como candidato presidencial. Su poder en la formación estaba menguando.
Sobre el crecimiento del nacionalsocialismo en Austria, Seipel opinaba que era un movimiento sin relevancia política, al que había que enfrentarse mediante la moral; consideraba a sus partidarios como gente simple e ignorante que necesitaba que se la recondujese mediante la acción pastoral. El racismo nazi le era completamente ajeno y prefería que el fascismo austriaco quedase controlado por la Heimwehr. Su inclinación por esta se acentuó con el debilitamiento de su posición en el Partido Socialcristiano. A pesar de hallarse convaleciente en Vorarlberg, medió entre las distintas fracciones de la formación paramilitar a comienzos de 1931 para mantener su unidad y, junto con Anton Rintelen, logró que los industriales reanudasen sus contribuciones monetarias a ella. A finales de año, tuvo un papel decisivo en el mantenimiento de la cohesión de la formación al lograr la reconciliación de Starhemberg, Steidle y Fey y limitar así las pérdidas de afiliados que sufría en favor de los nacionalsocialistas. Para Seipel, la Heimwehr seguía siendo un posible socio de gobierno de los sectores más derechistas del Partido Socialcristiano.
En uno de sus últimos actos antes de recluirse por su enfermedad, recorrió el país predicando la última encíclica papal, Quadragesimo anno, que defendía su posición política antimarxista y corporativista. Su última intervención política de importancia fue el llamamiento internacional, realizado en colaboración con el canciller Karl Buresch y finalmente fallido, para que se iniciasen conversaciones internacionales sobre la situación de Europa central. El llamamiento precipitó el «plan Tardieu» que contenía la formación de una confederación danubiana con aranceles reducidos para sus miembros, y luego la conferencia de Stresa, pero la rivalidad entre los distintos Estados y la competencia entre las grandes potencias frustraron los intentos de facilitar la recuperación económica de la Europa central y oriental.
Realizó su último viaje al extranjero en marzo de 1932, que acortó tanto por la muerte del cardenal Piffl como para estar presente en las elecciones parlamentarias, que mostraron la mengua del respaldo a los partidos tradicionales y el crecimiento de los nacionalsocialistas, circunstancia que lo satisfizo —lo interpretó como un reforzamiento de la derecha—. Retirado primero en las montañas cercanas a la capital y más tarde en el monasterio de Hütteldorf, fue perdiendo contacto con los acontecimientos políticos. Aunque se hallaba enfermo, a mediados de junio decidió invitar a un sociólogo para que registrase los momentos más destacados de su vida. En sus últimos momentos, se presentó como una figura de transición entre los sistemas parlamentarios y las dictaduras que debían sustituirlos. Muy débil, a comienzos de julio se lo trasladó a un sanatorio cercano a Viena. Una de sus últimas visitas fue la de Dollfuss, ya canciller, con el que se reconcilió. En 25 de julio, envió un saludo a su antiguo rival, Schober, también moribundo. Seipel falleció la mañana del 2 de septiembre de 1932. Alrededor de un cuarto de millón de personas acudieron a su capilla ardiente el 5 de agosto y las valoraciones sobre su carrera, incluso las de sus rivales políticos, destacaron su importancia en la política austriaca. Se lo enterró en el cementerio de Zentralfriedhof.